# Antoine-Henri Jomini
Antoine-Henri, barun Jomini (Payerne, 6. ožujka 1779. – Passy kraj Pariza, 24. ožujka 1869.), general u francuskoj, a zatim i u službi Ruskog Carstva, vojni teoretičar, analizirao umijeće vođenja napoleonovih ratova.

## Rani život i karijera
Antoine-Henri de Jomini rođen je 6. ožujka 1779. godine u Švicarskoj, u mjestu Payerne u kantonu Vaud. Od najranijeg djetinjstva pokazivao je želju i ljubav prema vojnom pozivu. Političke prilike u Europi spriječile su ga u namjeri da se kao kadet školuje na vojnoj akademiji princa od Wurtemberga u Monbéliardu, te nije mogao također pristupiti u švicarski puk u Watteville u Francuskoj.
Odustavši od vojnog poziva počeo je učiti za trgovca, te je najprije počeo šegrtovati u Bâleu u poduzeću Preiswerk. Zatim je 1796. postao činovnik u kod Moselmann u Parizu, no ubrzo postaje bankarski agent.
Čuvši o slavnim bitkama iz 1796. i 1797. godine, probudila se njemu vojnička znatiželja i raspoloženje. Pažljivo je pratio operacije iz svoga ureda, pri tom zapisujući pobjedničke biltene i uspoređujući ih s operacijama iz vremena Luja XIV. i Fridrika Velikog, oduševljavajući se genijem pobjednika.
Zanesen tijekom političkih i vojničkih događaja onog vremena, prvo se je upustio vrlo aktivno u švicarske afere o kojima su se mnogo zanimali u Parizu. Bio je među prvim potpisnicima na apelu F. C. de Laharpe, kojim su tražene garancije koje je dala Francuska, na temelju ugovora o pravima zemlje Vaud. Zbog revolucije 1798. godine, stigao je u Švicarsku kao poručnik švicarskih trupa i pobočnik novog vojnog ministra Kellera.
U svojoj dvadesetoj godini Jomini je bio alfa i omega švicarskog vojnog ministarstva. Istovremeno je bio i vođa u borbi, koja se vodila između bernske oligarhije, naslanjajući se na imperijaliste, i švicarske i vaudske stranke koje su bile uz Francusku.
Reakcija koja je nastala poslije Luneville mira i bila fatalna za švicarsku vladu, prinudila je Jominia da napusti svoju službu u Bernu. Vratio se u Pariz, gdje je tražio službu po svom ukusu. Najprije je dobio službu tvornici vojničke opreme u Delpontu, gdje se je više bavio prodajom opreme nego čisto vojničkim pozivom. Radeći taj posao došao je u vezu s nekolicinom značajnijih ljudi iz Francuske i Švicarske, koji su bili politički promicatelji promjena političkog zemljovida Europe i koji su ga naveli na neke nevješte korake.
U nadoknadi za te korake, strateške sklonosti koje su tinjale u njemu, pretvorit će se u njegovu jedinu i veliku strast. On je razmišljao o pisanju jednog velikog povijesnog djela o ratnom umijeću, koje bi bilo sažetak pozitivnih i stalnih načela o ratnim operacijama; načela o kojima, do tada, nisu postojale metodički izričaji ni u jednoj knjizi stare ili moderne literature. Namjera mu je bila da to napiše iz ratova velikih vojskovođa, između ostalih i Friedrika II., i ratova revolucije. To djelo je nastalo 1803. godine pod nazivom „Rasprava o velikom operacijama”. Na tome djelu radio je ustrajno i dugo napustivši ujedno i tvornicu u Delpontu.
Svojim rukopisima nije uspio privući pozornost guvernera Pariza Murat, ni švicarskog generala Weid koji je prešao u francusku službu, ni ruskog veleposlanika d'Oubril. Njegovo djelo i nastojanja izazvale su samo podsmijeh. Vrijeme nije bilo pogodno za knjige. Osobito ga je ruski veleposlanik grubo dočekao, što je kasnije požalio.

## Služba u napoleonskim ratovima

### Francuska vojska
Maršal Michel Ney je bio pristupačniji. Najhrabriji među hrabrima imao je sposobnost uočavanja kod drugih ono što je njemu nedostajalo u pogledu temeljnih znanja. Uzeo je Jominia pod svoju zaštitu i dao mu je sredstva za uspješan rad na njegovim prvim bilješkama. Ta sredstva nisu bila mala. Poveo ga je kao svog pobočnika (aide-de-camp) u čuveni utvrđeni tabor kod Bologne. 
Sretan zbog nastalih okolnosti, Jomini je u švicarskoj odori pratio Neya u bitci kod Ulma. U samoj bitci pružila mu se prilika da bude koristan, te je prilikom pokreta postrojbi 6. korpusa postigao sjajan uspjeh kod Elchinngena prilikom čega je došlo do zarobljavanja najvećeg dijela armije generala Macka. Nakon tog uspjeha upućen je u Tirol u Vrhovno zapovjedništvo kako bi donio izvještaje o bitci. U Austerlitz je stigao sutradan nakon te čuvene bitke. Među svoje brzojavke stavio je i dvije tiskane bilješke svojih rasprava, naglasivši dio o operacijskim pravcima i uspoređujući s metodama Napoleona i Friedrika Velikog.
Nekoliko dana kasnije, za vrijeme besposlice u Schonburnu, Napoleon je dao ove stranice vojvodi od Bassano da mu ih pročita. Prvotno se vrlo začudio, a zatim naljutio, kad je vidio otkriven svoj ratni sustav. U jednom trenutku htio je uništiti knjigu, ali se predomislio i shvatio da to ionako stari generali koji zapovijedaju protiv njega neće ništa od toga shvatiti, a mladi koji bi znali to protumačiti neće stići zapovijedati protiv njega. Jomini je bio imenovan za pobočnika – zapovjednika, što je bilo u razini s pukovnikom. Pridodan je maršalu Neyu za pobočnika, pošto ga je on s razlogom tražio, zbog učinjenih mu usluga u Boulogne taboru i kod Ulma.
Kao pobočnik maršala Neya Jomini je učestvovao u ratu 1806. godine kao pripadnik Glavnog stožera. U Glavni stožer je ušao kao dobar poznavatelj ruske vojske. Napoleon ga je prvi put susreo prilikom dolaska iz Pariza u Mainz i odmah je osjetio vrijednost svog privremenog pobočnika. Jomini je zamolio Napoleona da se vrati u svoj korpus i da tamo preuzme svoju dužnost, s tim da ga stigne u Bambergu, Napoleon je iznenađen uzviknuo: „A tko vam je kazao da ja idem u Bamberg?“ – „Zemljovid Njemačke, Care!“: odgovorio je Jomini. Pri tom se ispričao što je po nekim znacima u stožeru pogodio da Car želi upotrijebiti prema Prusima operaciju sličnu onoj iz 1805. protiv Macka i 1800. protiv Mélasa, a za to je trebao proći kroz Bamberg. Napoleon je odgovorio, umiren što se tiče tajnosti svojih planova, neka bude u Bambergu kroz četiri dana, ali za to nitko ne smije znati da on ide tamo.
Memoare "O mogućnosti rata s Pruskom i operacijama koje će se vjerojatno voditi", Jomini je napisao ponukan interesantnom diskusijom koja se o tome vodila i koji su kasnijim događajima potpuno potvrđeni. Ti memoari doprinijeli su prepoznavanju njegove mudrosti i njegovom potpunom poznavanju Napoleonovih metoda.
Strateška operacija iz 1806. godine provela se onako kako je Napoleon zamislio i Jomini predvidio. Na bojnom polju on se pokazao u svom najboljem izdanju, jureći pored Ney, koji se previše isticao zbog svoje bujne prirode.
Nakon Jene Jomini je otišao s Vrhovnim zapovjedništvom u Berlin, gdje zamalo nije pao u nemilost zbog jednog drugog memoara koji je bio smion i proročki, ali se nije svidio Napoleonu u pogledu rata u Poljskoj. U  bitci kod d'Eylau on je bio pored cara za vrijeme borbe kod groblja. U najtežem trenutku car mu je dao jedan važan i povjerljiv zadatak. Trebao je tijekom noći ostati u zaštitnici s de Grouchy, dok se glavna francuska snaga ne oslobodi i dok ne stigne Ney koji se je očekivao. Pridodan je ovom generalu radi provođenja Napoleonovih uputstva tijekom operacije. No za to nije dobio nikakvu zapovijed već samo usmena uputstva koja su bila poznata samo njemu. Radilo se o tome da se pruži jak otpor, ali da se bude u pripravnosti i za povlačenje i da se ono osigura i za slučaj potrebe i da se ipak omogući pobjeda. Pogotovo da se prouzroči zabuna kod protivnika.
Dolaskom navečer maršala Neya na rusko desno krilo postao je ovaj zadatak suvišan, ali se iz ovog dade iščitati koliko je Napoleon imao povjerenja u Jominia.
Nakon pobjede kod Friedlanda i tilsitskog mira Napoleon se vratio u Berlin. Jomini ga je pratio pišući treću i četvrtu bilješku svojih rasprava. Nakon Berlina došao je kod Napoleona u Pariz.
Teškoće s kojima se Jomini borio još će se više povećati zbog njegovog dvosmislenog položaja na čijem je rješenju možda previše inzistirao. Bio je istovremeno pobočnik maršala Neya, čiji se korpus nalazio u Šleskoj, i bio je pridodan izravno Napoleonu, koji je pak bio u Parizu, Jomini ustvari nije bio nigdje stalno raspoređen. Osim toga načelnik stožera Berthier, koji je bio svemoćan u administrativnoj službi i sklon rutini prilikom izvođenja operacija nije pokazivao naklonost prema Jominiu. Možda zbog suprotnosti njihovih karaktera ili zbog toga što je Berthier predosjećao pojavu konkurencije, on je od samog početka bio neljubazan prema Jominiu.
Iako je maršal Ney tražio da se Jomini postavi na mjesto načelnika stožera 6. korpusa, umjesto generala Dutaillis koji je bio onesposobljen, bio je po pristanku Napoleonovom postavljen za zamjenika načelnika stožera i podređen tom istom generalu. Uvrijeđen Jomini je podnio žalbu izravno Napoleonu. Kao posljedica te žalbe dogodila se neugodna scena u Fontainebleau. Berthier se tu dobro prošao, a to nije nikako mogao oprostiti švicarskom časniku.
Upravo u to vrijeme ruski car Aleksandar, tadašnji saveznik Napoleona, primio je "Raspravu o velikim vojnim operacijama", te je zapovjedio da se prevedu na ruski jezik. Aleksandar, doznavši na kako je neobičan način Jomini bio primljen kod d'Oubril, predložio je Jominiu da kao Švicarac stupi u službu Rusije, obećavši mu najveće privilegije. Knez Volkonski i grof Neserlod, koji su mu donijeli pismo slavnog Aleksandra, ponoviše mu iste prijedloge. Jomini je odbio ponudu jer nanesena nepravda je bila ispravljena i on je otišao na svoj novi položaj načelnika stožera. U Glogau, u prosincu 1807. godine napisao je knjigu "Glavna načela ratnog umijeća", kao posebno djelo.
Ubrzo potom je 6. korpus bio upućen u Španjolsku prije dolaska Napoleona, koji ih je bio napustio i otišao u Austriju. Poznato je da maršal Ney nije imao sreće u svome ratovanju na Pirinejskom poluotoku. Ispustio je više povoljnih prilika, a neke upravo zato što nije poslušao savjete svog načelnika stožera. Došavši u sukob sa Soultom i kraljem Josipom [treba precizniji naziv vladara], Ney je poslao Jominia Napoleonu kako bi mu iznio stanje i opravda evakuaciju Galicie. Jomini pronalazi Napoleona u Beču nakon bitke kod Wagrama te odlazi s Napoleonom u Pariz nakon zaključenja mira 1809.
Ney je također došao u Pariz zbog objašnjavanja koja je imao s nadređenima i sebi ravnima, ali mu je Napoleon zapovjedio povratak u 6. korpus. Veoma ljut na sve oko sebe i na samog sebe, Ney je zatražio obnovu cijele svoje postrojbe kako bi produžio rat, pa i smjenu Jominia. Jomini postade, kako to obično i događa načelnicima stožera krivac za sve neuspjehe zapovjednika. Jomini je dodijeljen Berthierovoj pratnji sa službom kod njegovog pobočnika pukovnika Bailly de Monthiona.
Udarac je bio težak i utoliko teži jer je stožer Berthiera slovio kao groblje slonova u koje su dolazili nesposobni i invalidi. Molio je uzalud premještaj u neko pješačko zapovjedništvo, sa skromnom izjavom, da mu stanje zdravlja ne dozvoljava dugo jahanje. Na svoju molbu dobio je negativan i ponižavajući odgovor.

### Prelazak u rusku vojsku
Baš u to vrijeme došao je u Pariz general Čerinšev, pobočnik cara Aleksandra, koji je bio uz Napoleona u bici kod Bamberga. On je ponovio Jominiu prijedloge koje je već ranije dobio od poslanika cara Aleksandra. Jomini je bio Švicarac i slobodan, a oba cara su bili ne samo u dobrim odnosima već i saveznici.
Pun nezadovoljstva Jomini zatraži odsustvo radi bolovanja. Povlači se u Švicarsku s namjerom da nakon odmora provede u djelo zamisao o prelasku u rusku vojsku. Zato je iz Badena napisao pismo Berthieru 28. listopada 1810. godine ostavku na čin pobočnika-zapovjednika. To pismo bilo je i molba i ultimatum s ironijom koja je bila dobro skrivena u formu službenog stila tako da se je jedva mogla iščitati. Da je to pismo moglo izazvati malo razumijevanja kod Berthiera, koji je tada bio general pukovnik Švicaraca, sukob bi se mogao završiti s postavljenjem Jominia za zapovjednika jedne pješačke brigade. Radi toga Jomini odluči poći u službu Rusije. Njegove ponude su bile ubrzo primljene i on je dobio odmah postavljenje za pobočnika cara Aleksandra.međutim Jomini još nije imao ni francusku dozvolu za bolovanje ni rusku diplomu, kada mu Napoleon, saznavši za njegove namjere, uputi preko francuskog konzula u Švicarskoj izričitu zapovijed da se odmah vrati na svoju dužnost. Nakon nekoliko dana mučne neodlučnosti Jomini posluša. Kad je stigao u Pariz doznao je vojvode de Feltrea, koji mu je bio naklonjen, da ima mogućnost izbora ili zatvor u Vincennesu ili da se pokori i dobije čin brigadnog generala. Jomini se je pred silom poklonio i bio maknut iz stožera Berthierevog. Tako je svaki svoj čin morao osvajati mučnom borbom. U tom vremenu je objavio drugo izdanje svojih „Rasprava“ i počeo je pisati „Povijest ratova revolucije“ u petnaest svezaka s četiri zbirke zemljovida od kojih su zadnji izdani u Parizu 1824. godine. Uskoro, 1827. godine, izdao je „Napoleonov politički i vojnički život, koga Napoleon iznosi pred sud Cezara, Aleksandra i Friedricha“.
1812. godine počeo je rat protiv Rusije. Jomini je dobio nalog da bude u Napoleonovoj pratnji. Kako mu je bilo neugodno upotrebljavati svoj mač protiv milostivog vladara koji ga je obasipao tako laskavim ponudama, Jomini isposluje sebi položaj guvernera Wilnae, a zatim i Smolenska, ne pokazujući više onu aktivnost kao ranije, osim za vrijeme onog besmislenog povlačenja koje se vršilo u neredu po etapama. Kao mudar načelnik stožera on je ispitivao sve putove za svoje zapovjedništvo. U kritičnom trenutku ukazao je na pravac povlačenja preko Wasselovog i Gembina ka Molodechnom, koji je bio mnogo kraći i lakši od pravca preko Minska, kojim je htio krenuti Napoleon, a kojeg je već presjekao Čišakov. Kada je primljen njegov plan, Jomini je bio određen da s inženjerijskim generalom Ebléom premjesti mostove na označenim točkama preko rijeke Beresine. Hrabro je izvršio spomenuti zadatak usprkos jake upale pluća. Kao težak bolesnik bio je ostavljen na lijevoj obali rijeke. Poludjeli val posljednjih bjegunaca odvuče ga u rijeku, gdje bi se bio i utopio da se nije nekim čudom spasio iz matice i leda. Teško bolestan izdržao je i povlačenja do Stettina, gdje je primio zapovijed da odmah dođe u Pariz. U Pariz dolazi teško bolestan i sljedeća tri mjeseca nije mogao odgovoriti Napoleonovu pozivu. 
Napoleon ga je međutim izabrao kako bi zajedno s njegovim bliskim prijateljem generalom Nègreom radio na preustroju vojske. Ta tri mjeseca prinudne odsutnosti bez sumnje su osujetili Jominia u prilici koja mu se pružila kako bi izgradio uspješnu karijeru.
Iako je bio još bolestan, Jomini je bio dodijeljen armiji u Saskoj upravo na dan bitke kod Lutzena. Bio je iznova postavljen za načelnika stožera kod maršala Neya koji je tada zapovijedao s četiri korpusa. Svome zapovjedniku javio se 4. svibnja 1813. u Leipzigu, upravo točno na vrijeme kako bi uzeo učešće u bici kod Bautzena. Ovdje dolazi do kritičnih trenutaka za Jominia. 
Zbog dobivenih brzojavki i nesporazuma, Ney je u Luckau zapovijed za odvajanjem Lauristonovog korpusa prema Hoyerswerdu, te da s ostala tri krene prema Berlinu. Kako nije mogao razumjeti ova ekscentrična kretanja, protivna Napoleonovim metodama, Jomini je pokušao odvratiti maršala Neya od izvršenja ove zapovijedi. Kad se Ney nije dao odvratiti, Jomini odbija potpisati njegovu zapovijed. Nakon ovog događaja maršal Ney se odluči za srednju inačicu. Zadržao se je kod Lubbena, gdje je jednog brzojava kojeg su presreli doznao da se Rusi pod Barklajem kreću ka Bautzenu. Kao što je i poznato, maršal Ney je u Bautzen stigao dosta rano 21. svibnja 1813. godine i tamo slomio desno krilo saveznika i odlučio je na taj način o pobjedniku. Usput su mu stigla i zapovijedi koje su zakasnile, u kojima je baš bio i poslan u Bautzen. Cijeli taj događaj se baš poklapao s Jominijevim predviđanjima.
U francuskom taboru svi su čestitali maršalu Neyu na uspjehu i svi su ga slavili kao junaka dana u bitci kod Bautzena. On je tom prilikom pokazao izuzetnu velikodušnost i plemenitost te je veliki dio zasluga za tu pobjedu prepustio svom načelniku stožera, generalu Jominiu. Maršal Ney je govorio kako bi bez svog načelnika stožera i njegovih sugestija on previše odmakao prema Berlinu, te ne bi po prijemu zakašnjelih zapovijedi na vrijeme stigao kod Bautzena i odnio pobjedu. Maršal Ney je svojom rukom stavio ime Jominia na prvo mjesto liste za promaknuća i to u čin divizijskog generala.
Jomini je zbog toga s potpunim pravom i velikom nadom očekivao javno priznanje za svoje savjete, kojima je i potvrđena reputacija koju su mu donijele njegove knjige. Umjesto promaknuća kojemu se tako radovao dobio je za „nagradu“ zatvor i to s objašnjenjem putem zapovijedi da je nesposoban jer nije poslao neko bezvrijedno petnaestodnevno brojno stanje, koje je zakasnio poslati zbog gubitaka u bici u nekim manje važnim postrojbama.
Vidjevši kako se opet ponavljaju neprilike koje je imamo 1807. i 1810. godine, Jominiu je dozlogrdilo. Razljućen nepravdom odlučio je zauvijek napustiti barjake koji u stvari i nisu pripadali njegovoj domovini, a pod kojima je doživio tolika poniženja. Zašto se nije samo povukao u Švicarsku, bar za neko vrijeme? Sudbonosne okolnosti odvele su ga još dalje. Budući da je bio prvenstveno ratnik i politički potpuno nezainteresiran o ratu koji se je vodio, nije se mogao pomiriti, da u mirnoj i neutralnoj Švicarskoj neaktivno promatra događaje koji su se oko njega odvijali. Jomini nije mogao zaboraviti pažnju koju mu je ukazao car Aleksandar, koji nije tražio natrag diplomu kojom ga je nagradio i koji se nalazio u stanju prekida sukoba s prijašnjim saveznikom Napoleonom, zahvaljujući zaključenom primirju u Poischwitzu.
Koristeći se tim primirjem Jomini se otputi u rusko Vrhovno zapovjedništvo, gdje su ga primili s uvažavanjem i promaknuli ga u čin generala poručnika te je bio postavljen za pobočnika cara Aleksandra. Jomini nije saveznicima odnio nikakve ratne planove koje nije ni poznavao, a što mu se je predbacivalo, već nije pristao dati ni najsitnije podatke o organizaciji francuske vojske. S istim osjećajem odanosti on je prije svog odlaska dao maršalu Neyu korisne savjete za sigurnost francuske vojske u slučaju nastavljanja neprijateljstva. Tijekom svoga puta u Rusiju Jomini je poduzimao mjere u tom pogledu. Jomini nije bio izdajnik, kao što su govorili njegovi protivnici koji su, bez imalo poznavanja njegovog karaktera i razdražljivi kao i generali, smatrali za potrebnim predstaviti ga kao običnog izdajnika iz neke melodrame.
Za one koji vjeruju u priče o Jominijevoj izdaji i o ratnim planovima predanim saveznicima, postoje mnogi demantiji, od kojih donosimo neke u drugom dijelu ove knjige.  Ti su demanti objavljeni na vrijeme i nisu bili osporavani.
Najzad, primirje u Poischwitzu moglo je biti u posljednjem trenutku pretvoreno u mir. U tom slučaju premještaj Jominia iz francuske u rusku vojsku ne bi izazvao nikakvu galamu.
Kao ruski general Jomini je izvršavao svoje dužnosti s istom predanošću kao što je to radio i u vojsci koju je napustio. Razumljivo je da za njega kao Švicarca i inicijatora u ratnom umijeću uzvišeno i kozmopolitsko osjećaj tog umijeća, u svezi s predanošću službi, stoji iznad drugih stvari.
Kad su saveznici u Trachenbergu ispravili čuveni prvi plan za nastavljanje sukoba, kojim je bio predviđen bočni manevar na Leipzig ispred Dresdena, Jomini je u njemu izvršio važne izmjene.  Bez tih izmjena saveznička bi vojska bila dovedena u nepovoljan položaj između Elbe, Rhine i Sjevernog mora. S tim izmjenama se kasnije potpuno usuglasio i slavni nadvojvoda Karlo, koji je 1813. godine bio u nemilosti. Premda njegovi savjeti nisu bili usvojeni od strane savezničkog stožera ili zbog zakašnjelog i neodlučnog napada na Dreseden kada još Napoleon još tamo nije ni bio ili zbog suviše ranog u predubokog povlačenja iza Egera nakon neuspjeha 26. i 27. kolovoza, Jomini je ipak bio vrlo koristan za vrijeme glavnih dana ovog velikog rata, kod Dresdena, Culma i Leipziga. Njegove su usluge su bile opet slabo nagrađene. Postojale su zavisti i intrige u ovom vojničkom okruženju i u savezničkoj politici. Razvila se ružna igra oko ovog otvorenog i strasnog karaktera, koji je bio delikatan i osjetljiv, a osim toga i nepomirljiv, ako se radilo o dobrim ratnim načelima. A to je bila zadnja briga kurtizana. Budući da je bio na mnogo višoj razini od sitnih i požudnih taština, koje imaju tako mnogo utjecaja u svjetskim poslovima i zanemarujući svoje i osobne interese svojih kolega, kao i njihovo samoljublje, Jomini je često puta govorio živo i bez imalo obzira. Sve ovo je dostavljano vladarima kod kojih je vršio visoke dužnosti, i to sve izokrenuto na njegovu štetu. Već prvih dana u mirnoj ali točnoj kritici zamjerio se svojim kolegama, koji nisu bili bez važnosti, Radetzkyom i Toliu između ostalih, čije je planove i on sam cijenio. Povodom njihovog projekta o povlačenju iza Erega Jomini je čak pred cijelim stožerom uzviknuo: „Ako se tako ratuje onda je bolje ići spavati!“.
Razumije se da je to bilo dovoljno da se naklonost uzvišenih vladara prema jednom stranom generalu i doskorašnjem protivniku pogorša.
Nakon bitke kod Leipzigea Jomini je želio ostati u Weimaru kako ne bi sudjelovao u zauzimanju zemlje kojoj je nedavno i služio. No ipak je otišao u Frankfurt kod cara Aleksandra, kako bi izbliže promatrao što se u Švicarskoj događa. Nije uspio spriječiti ulazak savezničke vojske u svoju domovinu, zbog podvala i intriga bernske i austrijske oligarhije i u suprotnosti s namjerama Rusije. Bio je sretan što je barem uspio omesti projekte kojima bi bila dovedena u pitanje samostalnost Švicarske i njen integritet i da osigura prava kantona Vauda i Argoviea, na temelju obećanja koja mu je dao car Aleksandar dva dana nakon bitke kod Leipzigea.
Pošto su mu zlonamjerni i krivo obaviješteni pisci u tom pogledu pripisivali korake koji su bili u suprotnosti njegovom djelovanju, Jomini je uputio tiskano pismo povjesničaru Capefigueu, kojim je dokazao istinu o događajima u kojima je i sam sudjelovao i njegov udio u njima. Isto tako nije bio pristaša onih koji su tražili slom Francuske. Glede osjećanja prema barjacima kojima je nekada služio, kao i glede mudre ruske i europske politike, Jomini je smatrao da Francuska ne smije biti suviše oslabljena. Zato je tražio da se Francuskoj na Rhini ostavi utvrda Anvers kao protuteža snaženju Engleske i Njemačke. Jomini je sudjelovao u pohodu na Francusku 1814. i 1815. godine, ali bez učešća u operacijama, osim što je davao savjete u teškim trenutcima, kada su saveznički generali mislili da je sve propalo. Prisustvovao je kongresu u Beču 1815. godine, u Aix la Chapelleu 1818. godine i u Veroni 1823. godine kao jedan od savjetnika cara Aleksandra.
Bio je promaknut u generala 1826. godine prilikom krunjenja cara Nikole, kojega je pratio u pohodu na Tursku 1828. godine. Njemu se duguju i glavne mjere temeljem kojih je pala Varna, kao i mudra uputstva za rat koji je vođen 1829. godine. Rusija Jominiu duguje i osnivanje Vojne akademije. To je bila odlična ustanova, koja bi dala dragocjene rezultate samo da se je njome bolje upravljalo nego što je to ustvari bilo.

## Karijera nakon ratova i umirovljenje
Kada je 1837. godine bio određen za vojnog nastavnika Velikom knezu i prestolonasljedniku, on je u svezi s tim napisao nekoliko poglavlja svoga „Kratkog pregleda ratnog umijeća“. To je bio dogmatični sažetak njegovih poučnih spisa, koji je imao poslužiti kao udžbenik mladome knezu. On sam je poslije dodavao potrebita objašnjenja. Iste godine, kao i 1843. godine, u vremenu boravka u Parizu, pozvan je da napiše dva uputstva, koja su ostala neizdana: „Obrana Rusije pomoću dobrog sustava utvrđenja“ i „Vojna politika Rusije“. Kasnije, dodao je tome interesantnu bilješku političkih i administrativnih pitanja pod naslovom: „Razmišljanja“. Tom bilješkom je preporučivao mnoge reforme, koje su bile postupno i izvršene. Među te reforme pripadalo je i oslobađanje robova. Njegova glavna i stalna politika tražila je mjere sa sigurnost protiv engleske prevlasti i protiv njenog monopola na prevlasti na moru. U savezu Rusije i Francuske gledao je najbolju garanciju za ravnotežu na moru. Bez te ravnoteže europska ravnoteža bila je samo varka. 
Uvrijeđen francusko-engleskim savezom i ratom 1854. godine Jomini se vratio u Petrograd, iako je imao 75 godina i bio bolestan, kao bi prisustvovao ratnim savjetovanjima. No njegovi sav jeti nisu kao ranije pravovremeno izvršeni. Ipak je time dobio veće povjerenje i naklonost cara Nikole izraženu u vrlo laskavom pismu i ordenu Sv. Andrije, kojega je primio iz ruku Aleksandra II. Nakon četiri mjeseca morao je zbog teške bolesti otići na jug, a potom je do kraja rata ostao u Bruxellesu, kada se vratio u Pariz. Iz Pariza je više puta odlazio na ljetovanje u Bretagnu ili Touraine kod svoje djece i u toplice Evian. U Švicarskoj je boravio 1858. i 1859. godine. Doček koji mu je priređen u Lausanne bio je svečan i vrlo se razlikovao od dočeka prije trideset godina. U to vrijeme još uvijek su se pridržavali uvjerenja koja je izdao Napoleon. Voudske vlasti priredile su mu svečani doček. Državni savjet mu je priredio svečani ručak i dao izraditi njegov portret za lausannski muzej. Portret je izradio njegov zemljak Gleyre, koji je tada boravio u Parizu. Ta slika je slabo uspjela. Na njoj, osim visokog čela s brižnim borama i finih prkosnih usana, koje odaju kist slavnog slikara, ništa drugo ne predstavlja elegantno i vitko držanje, niti glavu koju je tako lijepo nosio original.  Federalna vojnička udruga časnika izabrala ga je počasnog člana. Jomini je bio toliko ganut pažnjom i simpatijama koje su mu ukazane, da se je jedno vrijeme predomišljao,da u Lausanni ostane do kraja života. No, Pariz ga je ponovo oteo. Bilo je to njegovo omiljeno boravište, za koje je bio vezan i mnogim obiteljskim vezama po svojoj supruzi, koja je bila Parižanka, i po svojim kćerima koje su bile udane u Francuskoj. Usput napominjemo, da su jedna kćer i dva sina ostali u Rusiji, gdje su imali vrlo visoki ugled. Na taj način savezništvo, koje je činilo temelj njegove politike, bilo je ostvareno u njegovoj kući. S time je bio i zaslađen njegov divan umirovljenički život u Passyu. Dvije narodnosti su rijetko kad propustile, da se kod glavnih rođendana, a osobito 6. ožujka, okupe oko starog oca obitelji, takmičeći se u pažnji i nježnom poštovanju prema njemu. U ulici Tour broj 129, nekoliko dana nakon njegovog devedesetog rođendana pogodila ga je posljednja kriza, koja ga je i odnijela 22. ožujka 1869. godine.
I pored toga što je dugo bolovao od mnogih bolesti, koje je pripisivao svome kupanju u Beresini, njegov duh je ostao vedar do posljednjeg sata. Dvije riječi iz strategije bile su dovoljne da mu povrate život iz tridesetih godina.
Za vrijeme dok je bolestan sjedio u fotelji on se najradije zanimao vojnim djelima svih vrsta: publikacijama, manevrima, oružjem itd., zbog kojih se u Europi govorilo o mogućnosti rata i o suvremenim ratovima, koje je on uspoređivao s onima iz njegove prošlosti. Tada se vraćao na preglede operacija u kojima je učestvovao, prelazeći ih letimično radi stvaranja zaključaka o pripremnim i izvršnim pokretima. Njegovo pamćenje bilo je sigurno neiscrpno a izlaganje jasno i živo. Njegova udaljavanja od predmeta s mnogim i većim napomenama, dovodila su slušatelja uvijek do zaključaka o potpunoj opravdanosti stvari. Kada je u osamdesetim godinama dolazio manje u doticaj sa svijetom, on je ipak rado primao posjete francuskih i stranih časnika: ruskih, belgijskih, švicarskih i američkih. Svi su oni smatrali za dužnost i za svečanu obvezu da mu pri dolasku u Pariz izraze svoje poštovanje. S mnogima od njih vodio je prepisku, pri čemu se često potpisivao s „umirući“. Njega su interesirali njihovi radovi, koje je pratio sa simpatijama, ne propuštajući nikada priliku da ih ohrabri u njihovim naporima, dajući im zdrave savjete i objašnjenja.
Tako se je održala ova silna inteligencija, moralna i jaka vojnička priroda, sve do nekoliko tjedana pred smrt. A ona je bila blaga, nalazeći ga mirnog i rezigniranog među njegovim bližnjima. 

## Poveznice
- Carl von Clausewitz

## Vanjske poveznice
- (fr) Antoine Henri de Jomini